# Нюрнберг (фильм, 2023)
«Нюрнберг» — российский художественный фильм 2023 года режиссёра Николая Лебедева о Нюрнбергском процессе, снятый по мотивам книги Александра Звягинцева «На веки вечные». Главные роли в нём сыграли Сергей Кемпо, Любовь Аксёнова, Евгений Миронов, Сергей Безруков.

## Сюжет
Основой сценария фильма стала книга Александра Звягинцева «На веки вечные». Действие разворачивается спустя полгода после капитуляции Германии. Капитан Игорь Волгин, служащий в советской военной комендатуре Берлина, получает письма своего брата-художника Николая, пропавшего без вести в 1942 году. Они адресованы матери, умершей в блокадном Ленинграде, и отправлены из Нюрнберга, находящегося в Американской зоне оккупации. Волгин приезжает в Нюрнберг: в этом городе нужны переводчики в связи с начинающимся процессом над нацистскими преступниками.
Волгин знакомится с русской девушкой Леной, угнанной во время войны на работу в Германию, а позже завербованной нацистским подпольем, цель которого — помешать суду. Капитан участвует в изъятии немецкого архива и доставке на процесс ключевого свидетеля — генерал-фельдмаршала Фридриха Паулюса. Обе операции едва не проваливаются из-за предателя в составе советской делегации. Подпольщики пытаются освободить или убить подсудимых, но Лена, влюбившись в Волгина, сообщает ему об этом. В итоге, трибунал выносит приговор — военных преступников казнят. В конце фильма сообщается, что Игорь и Лена поженились, а их приёмная дочь Эльзи впоследствии нашла под Нюрнбергом могилу Николая Волгина.

## В ролях
Над фильмом работал интернациональный коллектив: в картине задействованы профессионалы из России, Австрии, Германии, Великобритании и Франции. Ещё в 2018 году о своём желании участвовать в съёмках заявляли Настасья Кински и Михалина Ольшанская.
| Актёр                                               | Роль                                                         |
| --------------------------------------------------- | ------------------------------------------------------------ |
| Сергей Кемпо                                        | капитан Игорь Волгин / его брат Николай                      |
| Любовь Аксёнова                                     | Лена                                                         |
| Евгений Миронов                                     | полковник Мигачёв                                            |
| Сергей Безруков                                     | главный обвинитель от СССР Роман Андреевич Руденко           |
| Алексей Бардуков                                    | старший лейтенант Зайцев                                     |
| Игорь Петренко                                      | майор Бабленков                                              |
| Вольфганг Черни                                     | Хельмут «Хаммер»                                             |
| Лаура Бах (нем. Laura Bach)                         | Грета                                                        |
| Клаус Шиндлер (нем. Klaus Schindler (Schauspieler)) | Зигмунд                                                      |
| Йоахим Пауль Ассбёк (нем. Joachim Paul Assböck)     | Ульрих Брандхофф                                             |
| Зураб Кипшидзе                                      | Орбели                                                       |
| Александр Кахун                                     | председатель суда Джеффри Лоуренс, лорд Оакси                |
| Алексей Попов                                       | американский судья Биддл                                     |
| Игорь Афанасьев                                     | помощник главного обвинителя от СССР Николай Дмитриевич Зоря |
| Александр Пахомов                                   | представитель СССР на трибунале Никитченко                   |
| Ален Блажевич (нем. Alain Blazevic)                 | свидетель Фридрих Вильгельм Эрнст Паулюс                     |
| Валерий Мызников                                    | британский судья Уильям Норман Биркетт, 1-й барон Биркетт    |
| Андрей Голиков                                      | главный обвинитель от Франции Анри Доннедьё де Вабр          |
| Жорж Девдариани                                     | главный обвинитель от США Роберт Хьюаут Джексон              |
| Карстен Норгаард                                    | подсудимый Герман Вильгельм Геринг                           |
| Михаэль Эпп (нем. Michael Epp (Schauspieler))       | подсудимый Эрнст Кальтенбруннер                              |
| Людвиг Холлбург (нем. Ludwig Hollburg)              | подсудимый Вильгельм Бодевин Йоханн Густав Кейтель           |
| Марк Фишер                                          | подсудимый Ульрих Фридрих Вилли Иоахим фон Риббентроп        |
| Торстен Крон                                        | подсудимый Альфред Йодль                                     |
| Кристиан Хартинг (нем. Christian Harting)           | подсудимый Ганс Михаэль Франк                                |
| Йохен Коленда (нем. Jochen Kolenda)                 | подсудимый Юлиус Штрейхер                                    |
| Михаил Коновалов                                    | подсудимый Рудольф Вальтер Рихард Гесс                       |
| Ласло Киш (нем. László I. Kish)                     | адвокат Роберт Серватиус (нем. Robert Servatius)             |
| Михаил Бондин                                       | фотограф Евгений Ананьевич Халдей                            |
| Мирослава Малышкина-Малиновская                     | Эльзи                                                        |

## Производство
Проект анонсировал в конце 2018 года тогдашний министр культуры России Владимир Мединский. Он заявил, что тема Нюрнбергского процесса «приватизирована США», а потому необходимо снять российский фильм на эту тему к 75-летию победы в войне. Продюсером картины стала Эльмира Айнулова. Она рассказала, что «фильм будет базироваться на неизвестных до недавнего времени исторических фактах и документах, полученных историками и журналистами непосредственно от участников и свидетелей Нюрнбергского процесса», и главная задача — «популяризация объективного исторического знания».
В 2019 году сценарий фильма был серьёзно изменён. Это наряду с привлечением к работе иностранных актёров и необходимостью вести съёмки за рубежом привело к удорожанию проекта: председатель правительства России Дмитрий Медведев одобрил выделение из государственного резервного фонда дополнительных 200 миллионов рублей. В качестве кандидатов в режиссёры рассматривались Константин Хабенский, Никита Михалков, Оливер Стоун, но в итоге режиссёром стал Николай Лебедев. Съёмки «Нюрнберга» должны были начаться весной 2020 года в Чехии. Они были отложены из-за пандемии коронавируса и начались в апреле 2021 года в Праге, а в июне продолжились на «Мосфильме». Изначально премьера фильма была намечена на 2021 год, позже её перенесли на 24 ноября 2022 года, а затем на 23 февраля 2023 года. Компания «НМГ Кинопрокат» выпустила фильм в прокат 2 марта 2023 года.
Для съёмок картины на «Мосфильме» был в натуральную величину (330 квадратных метров) воссоздан зал судебных заседаний нюрнбергского Дворца Правосудия. Декорационный комплекс «Зал 600» передали московскому парку «Патриот» как музейный экспонат для использования в историко-просветительской работе с посетителями.
Телепремьера фильма состоялась 9 мая 2023 года в 11:00 на телеканалах НТВ, ТВ-3, Пятница и ТНТ.

## Критика
Фильм ещё до выхода на экраны стал объектом критики: высказывались опасения, что сюжет картины может быть создан под воздействием современной политической конъюнктуры России, в рамках борьбы с так называемой «фальсификацией истории», в последние годы усиленно инициируемой российскими государственными органами.
Юлия Шагельман из «Коммерсанта» охарактеризовала «Нюрнберг» как «вполне неуклюжую смесь шпионского триллера и мелодрамы, для которой нацисты, их преступления и наказания служат не более чем фоном», и в которой мало исторической правдоподобности. Однако для Николая Герасимова из «Комсомольской правды» тот факт, что Нюрнбергский процесс играет роль фона, — явный плюс.
Обозреватель «Лента.ру» охарактеризовал стиль режиссёра Лебедева как «любовное воспроизведение на экране советской кинотрадиции с учетом новейших технических достижений». По его мнению, «Нюрнберг» — «что-то среднее между «Подвигом разведчика», «Тегераном 43» и «Вариантом „Омега“». Скорее шпионская мелодрама, чем картина, претендующая на какой-то серьезный историзм».